# Národní liberalismus
Národní liberalismus (též nacionální liberalismus) je variantou liberalismu, kombinující nacionalismus s některými liberálními směry, zejména s ekonomickým liberalismem. Jeho kořeny sahají do 19. století.
Termín „národní liberalismus“ byl používán zejména v německy mluvících zemích, jako Německo a Rakousko v 19. století, kde byly národně liberální strany dlouho ve vládě.
V 90. letech tuto ideologii v Česku používala Liberální strana národně sociální, v dřívější minulosti například František Palacký, či Karel Havlíček Borovský.